# Ярунь (Росія)
Яру́нь (рос. Ярунь) — присілок у складі Кезького району Удмуртії, Росія.

## Населення
Населення — 7 осіб (2010; 10 в 2002).
Національний склад станом на 2002 рік:
- удмурти — 100 %

## Урбаноніми
- вулиці — Північна